# Frans De Mulder
Frans De Mulder (né le 14 décembre 1937 à Kruishoutem et mort le 5 mars 2001 à Deinze) est un coureur cycliste belge. Professionnel de 1959 à 1963, il a notamment été champion de Belgique et a remporté le Tour d'Espagne 1960. Son frère Marcel a également été coureur professionnel.

## Palmarès

### Palmarès amateur
- 1956
  -  Champion de Belgique interclubs
  - 10e du championnat du monde amateurs sur route
- 1957
  -  Champion de Belgique interclubs
  -  Champion de Belgique de la Force aérienne
  - 1re étape du Tour de Belgique amateurs
  - Omloop der Vlaamse Gewesten
  - 3e du Tour de Belgique amateurs
  - 5e du championnat du monde amateurs sur route
- 1958
  -  Champion de Belgique des indépendants
  - 1re étape du Tour de Flandre-Occidentale
  - Harelbeke-Poperinge-Harelbeke
  - 5e étape du Tour du Limbourg amateurs
  - 3e du championnat de Belgique de l'américaine amateurs (avec Jaak De Boever)
  - 3e de Niel-Breendonck

### Palmarès professionnel
- 1959
  - 5ea étape du Tour de l'Ouest
  - 2e du Week-end ardennais
  - 2e de la Vlaamse Pijl Kalken
  - 3e de Liège-Bastogne-Liège
  - 4e de Milan-San Remo
  - 7e de Paris-Roubaix
  - 7e de la Flèche wallonne
- 1960
  -  Champion de Belgique sur route
  - Tour d'Espagne :
    -  Classement général
    - 4e, 7e, 16e et 17ea étapes

  - 4e étape du Tour de Luxembourg
  - 4ea étape du Tour de Belgique (contre-la-montre par équipes)
  - 2e de Gand-Wevelgem
  - 3e du Circuit Mandel-Lys-Escaut
  - 3e du Circuit du Houtland
  - 3e du Grand Prix Marcel Kint
  - 6e du Tour des Flandres
  - 7e de Milan-San Remo
- 1961
  - Anvers-Gand
  - Grand Prix de la Basse-Sambre
  - Championnat des Flandres
  - 2e d'Anvers-Wevelgem
  - 3e d'Anvers-Ougrée
- 1962
  - 7e étape du Critérium du Dauphiné libéré
  - 3e du Grand Prix E3
  - 3e du Circuit de Flandre centrale
  - 3e du Tour de Luxembourg
- 1963
  - 3eb étape du Tour de Belgique (contre-la-montre)
  - Nokere Koerse
  - 3e du Tour de Belgique

### Résultats sur les grands tours

#### Tour de France
1 participation
- 1962 : abandon (14e étape)

#### Tour d'Espagne
2 participations
- 1960 :  Vainqueur final, vainqueur des 4e, 7e, 16e et 17ea étapes,  maillot or pendant 3 jours
- 1961 : abandon (14e étape)